# 드래깅 카누
드래깅 카누(Dragging Canoe, 1738년경 ~ 1792년 3월 1일)의 본명은 치유 간치니(Tsiyu Gansini, ᏥᏳ ᎦᏅᏏᏂ)이며, 백인에게는 ‘드래깅 카누’로 알려져 있으며, 종종 ‘드래곤 카누’로 잘못 기록되기도 했다. 그는 미국에 대항해서 싸운 체로키 전쟁에서 체로키족을 이끌었던 개척민들과 싸웠던 인디언 추장이었다. 미국 독립 전쟁 기간부터 시작하여, 그의 군대에는 어퍼 모스코지, 치카소족, 쇼니족 등의 부족이 합류하기도 했으며, 영국 왕당파와 프랑스, 스페인의 대리자들과도 손을 잡고 힘을 합쳤다. 독립전쟁 후 10년에 걸친 ‘치카모가 전쟁’이라고 알려진 일련의 충돌에서 남동부 인디언들 사이에서 저항군 지도자로 활동했다. 그는 1777년부터 1792년 그가 죽을 때까지 로워 체로키 부족의 추장을 맡았다. 그가 지명한 후임으로 존 와츠가 임명되었다.

## 같이 보가기
- 치카모가 전쟁

## 참고 자료
- Brent Yanusdi Cox, Heart of the Eagle: Dragging Canoe & the Emergence of the Chickamauga Confederacy, 1999
- Robert J. Conley's novel, Cherokee Dragon (Real People series), 2000